# Alex Campos
Édgar Alexánder Campos Mora (Bogotá, 10 de septiembre de 1976), más conocido como Álex Campos, es un cantante, compositor, músico y productor discográfico colombiano de música cristiana evangélica es considerado uno de los referentes y principales exponentes en dicho género musical. Ganador de cinco Premios Grammy Latinos por mejor álbum cristiano en español. Desde 2001 pertenece a la compañía musical Misión Vida, fundada por él mismo para promover su ministerio. Es intérprete de varios temas conocidos en el ámbito cristiano como «Sueño de morir», «Al taller del maestro», «Me robaste el corazón», «Tu poeta», «Como el color de la sangre», «El sonido del silencio», «No tiene prisa», «Lenguaje de amor», «Derroche de amor», «Soy soldado», «Cara a cara» , entre otros.

## Biografía
Álex Campos nació el 10 de septiembre de 1976 en Bogotá. Es el hermano mayor entre cuatro hijos pero tuvo la desventaja de crecer en un hogar disfuncional.

Crecí desafortunadamente en un hogar disfuncional lo cual trajo desilusiones. Fui maltratado por mi padre. Esta situación generó muchas dificultades, especialmente económicas, que nos obligaron a tomar decisiones y responsabilidades para ayudar a sostener la casa.
Álex Campos

Desde temprana edad Alex asistió a una iglesia evangélicas local. 

### Carrera
A los diecisiete años Álex formó la banda llamada "Misión Vida" junto a Esteban Machuca, Michael Arbeláez y Freud Romero. Cuando cumplió veinte años logró hacer su primer trabajo discográfico Tiempo de la cruz, así llevaron su primera gira en Venezuela. En 1998, formó la disquera musical cristiana Misión Vida Recordi (MV Records). En 2001, Álex realizó su primera salida del país a Quito en Ecuador. Su mejor amigo se llama Ricardo Torres con quien inició su carrera musical y han tocado juntos en varios conciertos. 
En el año 2002 fue un tiempo difícil para el cantante, ya que le pronosticaron un tumor en las cuerdas vocales. Estos debían ser extirpados, conllevando un riesgo de perder el 50% de su voz. Los quistes no fueron extirpados y Campos, considerando que Dios hizo un milagro en su vida, un día antes de la operación, decide orar a Dios y compuso la canción «Al taller del maestro», ese mismo día le sacaron una radiografía donde los médicos se asombraron al ver que el tumor ya no estaba allí. En el mes de junio de ese mismo año el sello discográfico CanZion Integrity Distributions se presentó interesado en Campos, para que en noviembre del mismo año grabó su segundo álbum Al taller del maestro.
Álex Campos contrajo matrimonio con Natalia Rodríguez, con quien tiene dos hijos: Juanita y Simón. En 2005 lanzó su álbum Como un niño, del cual filmaron dos videoclips de las canciones «Sueño de morir» y «Quiero, siento y pienso» en San Petersburgo, bajo el sello discográfico de CanZion. En 2006, Álex Campos lanzó al mercado su álbum en vivo, Acústico, el sonido del silencio. El 29 de julio de 2008 lanzó su sexta producción discográfica, Cuidaré de ti que recibió una nominación al Grammy Latino dentro de la categoría de mejor álbum cristiano en español. Además fue galardonado con seis Premios Arpa y cinco Premios Vertical de su natal Colombia. También hizo un videolibro titulado "Del llanto a la sonrisa" donde muestra testimonios de sus proyectos discográficos, y de su vida personal.
Se lanzó al mercado su disco Te puedo sentir, grabando en vivo en el Congreso Juvenil "Raza de Campeones", con la participación de artistas reconocidos (Marcela Gandara, Ulises Eyherabide de Rescate, Jez, Coalo Zamorano, Antonio Ríos, y Dr. P) en la ciudad de Bogotá. El 17 de agosto de 2010, lanzó su producción discográfica: Lenguaje de amor, producida por Juan Blas Caballero. Su álbum fue nominado a los Premios Grammy Latinos 2011 y resultó ganador en la categoría de mejor álbum cristiano en español, convirtiéndose así en el primer Grammy de Álex Campos. En este año salió su más reciente álbum Regreso a ti con dos invitados más: Sara Borraez y Jesús Adrián Romero. El álbum fue realizado por el productor Kiko Cibrián. Además trabajó arduamente en un DVD en 3D realizado en Buenos Aires, Argentina interpretando las canciones de su reciente álbum y canciones del disco anterior Lenguaje de Amor.
"Tengo muchas expectativas porque la gente de Argentina nos quiere mucho, se entrega en los conciertos y es apasionada. Creo que va a ser algo muy especial, más aún por toda la producción, que va a ser algo imponente y elegante, ¡grandísima! El hecho que se va a hacer en 3D y lanzarse en Blu Ray también le da un toque muy especial. Yo estaré viajando con todo mi equipo, y estoy emocionado y ya con ganas de que lleguen esos momentos”, comentó Álex Campos.
En 13 años de carrera musical Álex ha trabajado con reconocidos cantantes de música cristiana como Marcos Witt, Jesús Adrián Romero, y Funky; ha tenido invitados reconocidos en sus álbumes como Jez, Ulises Eyherabide, de la banda cristiana de Argentina Rescate, Marcela Gándara, Lilly Goodman, Coalo Zamorano, Fonseca, Danilo Montero, entre otros y ha realizado giras en más de 26 países.
En el año 2013 ganó un Grammy Latino. El 19 de noviembre en la 16.ª celebración de los Grammy Latinos 2015 ganarían el premio Mejor Álbum de Música Cristiana por "Derroche de amor".
En noviembre de 2020, Soldados es premiado con el Latin Grammy como el mejor álbum cristiano del año durante la 21ª celebración de los Premios Grammy Latinos consiguiendo así su 5.º Grammy latino por mejor álbum cristiano.
En 2021, presentó su álbum Renovado, que contiene nuevas versiones de sus primeras canciones. Además, superó un millón de reproducciones con su sencillo «No dejes que caiga», canción para su próximo proyecto discográfico.

## Controversias

### Concierto en la Ciudad del Vaticano
Luego de su participación en la clausura del cuarto congreso del proyecto Scholas Occurrentes, celebrada en el Aula Pablo VI de la Ciudad del Vaticano el 4 de febrero de 2015, el intérprete y compositor evangélico Álex Campos ha recibido varias críticas por haber realizado un dueto con el también cantautor Martín Valverde, quien es católico.
Frente al descontento por parte de la comunidad protestante que rechazó su participación en la Ciudad del Vaticano, Campos ha comentado sobre el valor ecuménico de su presentación en el Aula Pablo VI:

Lo primero que pensé (al recibir la invitación de ir a la Ciudad del Vaticano) es decir no, para no causar lío y controversia; igual lo consulté con algunos amigos y líderes, entre ellos mi pastor, y me respondieron con una pregunta; "¿Qué hubiera hecho Jesús?, hubiera dicho que ‘sí’"

## Discografía
| Año  | Álbum                                     | Discográfica                            |
| ---- | ----------------------------------------- | --------------------------------------- |
| 1999 | Tiempo de la cruz                         | MV Records                              |
| 2002 | Al taller del maestro                     | MV Records/CanZion                      |
| 2003 | En vivo - CD/DVD                          | CanZion                                 |
| 2005 | Como un niño - CD/DVD                     | CanZion                                 |
| 2006 | Acústico, el sonido del silencio - CD/DVD | CanZion                                 |
| 2008 | Cuidaré de ti                             | CanZion                                 |
| 2009 | Te puedo sentir - CD y DVD                | CanZion                                 |
| 2010 | Lenguaje de amor                          | CanZion                                 |
| 2012 | Regreso a ti                              | CanZion                                 |
| 2014 | Regreso a ti 3D - CD/DVD/BLU-RAY          | CanZion                                 |
| 2015 | Derroche de amor                          | Su Presencia Producciones y Tigo Music  |
| 2016 | El Concierto Derroche de Amor             | MV Récords y Su Presencia Producciones. |
| 2017 | Momentos                                  | MV Récords / Sony Music Latin           |
| 2020 | Soldados                                  | Kee Records y MV Records                |
| 2021 | Renovado                                  | MV Records                              |
| 2023 | Vida                                      | MV Records                              |
| 2024 | Esencia                                   | MV Records                              |

### Videoclips
| Año  | Título | Director(es)                         |
| ---- | --- | ------------------------------------ |
| 2005 | Sueño de morir | Boris Dedenev                        |
| 2005 | Quiero, siento y pienso | Boris Dedenev                        |
| 2008 | Como el color de la sangre | Eric Dawidson                        |
| 2008 | Dímelo (con Ulises Eyherabide) | Chak García                          |
| 2008 | Tu poeta | Alexánder Campos                     |
| 2010 | Lenguaje de amor | Juan Carlos Cajiao                   |
| 2010 | Me veo y te veo (con Fonseca) | Desconocido                          |
| 2010 | Es el amor | Alexánder Campos                     |
| 2010 | Dije adiós | Alexánder Campos, Lenny Flamenco     |
| 2012 | No tiene prisa | Alexánder Campos                     |
| 2012 | Bajo el sol | Alexánder Campos, Alessandro Pentené |
| 2013 | Suave voz (con Jesús Adrián Romero) | Alexánder Campos, Alessandro Pentené |
| 2013 | Tu amistad me hace bien (con Jesús Adrián Romero, Marcos Witt, Lilly Goodman, Adriana Bottina, Su Presencia, Lorelei Tarón, DeLuz & Thalles Roberto)    | Alexánder Campos, Alessandro Pentené |
| 2015 | Derroche de amor | Andrew y Christian McMillan          |
| 2015 | Te respiro | Andrew y Christian McMillan          |
| 2015 | Si estoy contigo (con Barak) | Andrew y Christian McMillan          |
| 2016 | Cuando una lágrima cae | Alexánder Campos                     |
| 2016 | Mi fiesta (con Silvestre Dangond) | Alexánder Campos                     |
| 2016 | Perdóname | Alexánder Campos                     |
| 2019 | Soy soldado (con Redimi2) Vuelve vida Hoy (con Indiomar) Cara a cara Tú tan mío (con Madiel Lara) Hoy (Remix) (con Michael Stuart) Yo tierra tu semilla | Alexander Campos                     |
| 2020 | Tú mi existir (con Juanita Campos) Duele el amor | Alexander Campos                     |
| 2021 | Milagro de amar (con William Perdomo) Vivir con él Cielo perdido Tiempo de la cruz Te puedo sentir                                                      | Alexander Campos                     |
| 2022 | No dejes que caiga |                                      |
| 2022 | Al taller del Maestro "Versión Deluxe" (con Jesús Adrián Romero & Lilly Goodman)                                                                        | Parábolas Films                      |
| 2022 | Ahí estaba Cristo (con Fanny Lu) | Essential Worship / Su Presencia     |
| 2023 | Corro a tus brazos (con Yeison Jiménez) |                                      |

- No oficiales (Videos de Backing)

1. Pinta el mundo
2. Me dijo

### Colaboraciones
- La Bendición-Latinoamérica (Marcela Gándara, Evan Craft y Christine D´Clario junto muchos más)
- «Si tú no estás», de Lali Torres
- «No vuelvo pa' atrás», de Funky
- «Razones pa' vivir», de Jesús Adrián Romero
- «Amor eterno», de Marcos Witt
- «Eres todo para mí», de Generación 12
- «No podré vivir sin ti», de Luis Campos
- «Confiaré», de Coalo Zamorano
- «Mi destino», de Oswaldo Burruel
- «Me has conocido», de Jacobo Ramos
- «Tu fidelidad», «Fiel» y «Tú has sido fiel», de Marcos Witt
- «Junto a ti», de Alternativa
- «Dios poderoso», «Gracias», «Abre mis ojos» y «Te alabaré» de Hillsong
- «Dile a ese gigante», de Danny Berrios
- «Me amas», de Lilly Goodman
- «Así es tu amor», de David Scarpeta
- «Espíritu Santo», de Su Presencia
- «Me dijo», de Bichos Freak de Su Presencia
- «Dios Creó», de Bichos Freak de Su Presencia
- «Cuidare de ti», de Bichos Freak de Su Presencia
- «Manos en alto», de Bichos Freak de Su Presencia
- «Imparable», de Banda Cree
- «Fue la mano de Dios», de Thalles Roberto
- «El sonido del silencio», de Jorge Celedón
- «Quiero ser como tú», de Redimi2
- «No cambiaría», de Thiago Holanda
- «Pinceladas», de Sara Borraez
- «Indudablemente», de Rescate
- «Respiro tu nombre», «Te amo», «Tu presencia es el cielo», de Israel Houghton
- «Sin Miedo», de Hernán de Arco
- «Libre soy», de Juan Muñoz
- «Libre soy», de Barak
- «Ella», de Karina Moreno
- «En la quietud de la noche», de Deluz
- «Tú me llamas», de Deluz
- «Soy libre», de Nathan Ironside
- «Sol, detente», de Álvaro López & ResqBand
- «Agradecido», de Ray Alonso
- «Mi vida eres Jesús», de Gerry Márquez
- «Mi casa es tu casa», de Evan Craft
- «Me llevas más alto», de DJ PV y Redimi2
- «Tan sólo una orden», de Thalles Roberto
- «Lleno del Espíritu Santo», de Thalles Roberto
- «Colombia Justa Libres», junto a Luis Campos

## Premios y nominaciones
| Año  | Premio                 | Categoría                                       | Trabajo nominado                                       | Resultado |
| ---- | ---------------------- | ----------------------------------------------- | ------------------------------------------------------ | --------- |
| 2008 | Premios Grammy Latinos | Mejor álbum cristiano en español                | Cuidaré de ti                                          | Nominado  |
| 2010 | Premios Grammy Latinos | Mejor álbum cristiano en español                | Te puedo sentir                                        | Nominado  |
| 2011 | Premios Grammy Latinos | Mejor álbum cristiano en español                | Lenguaje de amor                                       | Ganador   |
| 2013 | Premios Grammy Latinos | Mejor álbum cristiano en español                | Regreso a ti                                           | Ganador   |
| 2015 | Premios Grammy Latinos | Mejor álbum cristiano en español                | Derroche de Amor                                       | Ganador   |
| 2017 | Premios Grammy Latinos | Mejor álbum cristiano en español                | Momentos                                               | Ganador   |
| 2020 | Premios Grammy Latinos | Mejor álbum cristiano en español                | Soldados                                               | Ganador   |
| 2004 | Premios Arpa           | Compositor del Año                              | Álex Campos                                            | Ganador   |
| 2004 | Premios Arpa           | Mejor álbum de grupo o dúo                      | Al taller del maestro                                  | Nominado  |
| 2004 | Premios Arpa           | Mejor álbum pop/rock                            | Al taller del maestro                                  | Nominado  |
| 2004 | Premios Arpa           | Álbum del año                                   | Al taller del maestro                                  | Nominado  |
| 2006 | Premios Arpa           | Canción del año                                 | «Sueño de morir»                                       | Nominado  |
| 2006 | Premios Arpa           | Mejor álbum vocal masculino                     | Como un niño                                           | Nominado  |
| 2006 | Premios Arpa           | Mejor álbum rock/rock pop/rock duro/fusión      | Como un niño                                           | Ganador   |
| 2007 | Premios Arpa           | Canción del año                                 | «El sonido del silencio»                               | Nominado  |
| 2007 | Premios Arpa           | Mejor álbum vocal masculino                     | Acústico, el sonido del silencio                       | Ganador   |
| 2007 | Premios Arpa           | Productor del año                               | Álex Campos                                            | Nominado  |
| 2008 | Premios Arpa           | Productor del año                               | Álex Campos                                            | Ganador   |
| 2008 | Premios Arpa           | Álbum del año                                   | Cuidaré de ti                                          | Nominado  |
| 2009 | Premios Arpa           | Mejor video musical                             | «Como el color de la sangre»                           | Nominado  |
| 2009 | Premios Arpa           | Mejor canción en participación                  | «Dímelo» (con Ulises Eyherabide)                       | Nominado  |
| 2011 | Premios Arpa           | Mejor álbum vocal masculino                     | Te puedo sentir                                        | Nominado  |
| 2011 | Premios Arpa           | Mejor álbum rock/rock pop/rock duro/fusión      | Te puedo sentir                                        | Ganador   |
| 2011 | Premios Arpa           | Álbum del año                                   | Te puedo sentir                                        | Nominado  |
| 2011 | Premios Arpa           | Mejor álbum de cantautor                        | Te puedo sentir                                        | Nominado  |
| 2011 | Premios Arpa           | Mejor DVD corto o largometraje                  | Te puedo sentir                                        | Nominado  |
| 2012 | Premios Arpa           | Mejor álbum de pop/rock/rock duro/fusión        | Lenguaje de amor                                       | Nominado  |
| 2013 | Premios Arpa           | Canción del año                                 | «No tiene prisa»                                       | Nominado  |
| 2013 | Premios Arpa           | Compositor del año                              | «No tiene prisa»                                       | Ganador   |
| 2013 | Premios Arpa           | Mejor álbum vocal del año                       | Regreso a ti                                           | Nominado  |
| 2013 | Premios Arpa           | Productor del año                               | Regreso a ti                                           | Ganador   |
| 2013 | Premios Arpa           | Álbum del año                                   | Regreso a ti                                           | Nominado  |
| 2013 | Premios Arpa           | Mejor video musical                             | No tiene prisa                                         | Ganador   |
| 2013 | Premios Arpa           | Álbum pop/fusión                                | Regreso a ti'                                          | Nominado  |
| 2013 | Premios Arpa           | Mejor canción en participación                  | «Me amas» (con Lilly Goodman)                          | Nominado  |
| 2013 | Premios Arpa           | Mejor canción en participación                  | «Suave voz» (con Jesús Adrián Romero)                  | Nominado  |
| 2010 | Premios Shock          | Mejor solista pop                               | Álex Campos                                            | Ganador   |
| 2010 | Premios Unción         | Género Alabanza                                 | «Eres todo para mí»                                    | Ganador   |
| 2010 | Premios Unción         | Mejor salmista masculino                        | Álex Campos                                            | Ganador   |
| 2011 | Premios Unción         | Mejor canción género latino                     | «Me veo y te veo»                                      | Ganador   |
| 2008 | Premios Vertical       | Mejor solista                                   | Álex Campos                                            | Ganador   |
| 2008 | Premios Vertical       | Canción de la historia en Colombia              | «Al taller del maestro»                                | Ganador   |
| 2008 | Premios Vertical       | Mejor trabajo discográfico contemporáneo        | Cuidaré de ti                                          | Ganador   |
| 2008 | Premios Vertical       | Mejor canción en medios de comunicación         | «El sonido del silencio»                               | Nominado  |
| 2008 | Premios Vertical       | Mejor canción en medios de comunicación         | «Sueño de morir»                                       | Nominado  |
| 2008 | Premios Vertical       | Canción del año                                 | «Como el color de la sangre»                           | Ganador   |
| 2008 | Premios Vertical       | Mejor videoclip                                 | «Como el color de la sangre»                           | Ganador   |
| 2010 | Premios Vertical       | Disco del año                                   | Lenguaje de amor                                       | Ganador   |
| 2010 | Premios Vertical       | Mejor videoclip                                 | «Lenguaje de amor»                                     | Nominado  |
| 1999 | Premios AMCL           | Portada de álbum del año                        | Tiempo de la cruz                                      | Nominado  |
| 2003 | Premios AMCL           | Vocalista masculino del año                     | Álex Campos                                            | Nominado  |
| 2003 | Premios AMCL           | Compositor del año                              | Álex Campos                                            | Nominado  |
| 2003 | Premios AMCL           | Composición del año                             | «Al taller del maestro»                                | Nominado  |
| 2003 | Premios AMCL           | Álbum rock/contemporáneo del año                | Al taller del maestro                                  | Nominado  |
| 2004 | Premios AMCL           | DVD del año                                     | Al taller del maestro                                  | Nominado  |
| 2005 | Premios AMCL           | Intervención musical del año                    | «Si tú no estás» (con Lali Torres)                     | Nominado  |
| 2006 | Premios AMCL           | Productor del año                               | Como un niño                                           | Nominado  |
| 2006 | Premios AMCL           | Artista juvenil del año                         | Álex Campos                                            | Nominado  |
| 2006 | Premios AMCL           | Canción juvenil del año                         | «Pinta el mundo»                                       | Nominado  |
| 2006 | Premios AMCL           | Álbum juvenil del año                           | Como un niño                                           | Nominado  |
| 2006 | Premios AMCL           | Video juvenil del año                           | Quiero, siento y pienso                                | Nominado  |
| 2006 | Premios AMCL           | Intervención musical del año                    | «No es un misterio» (con Marcos Witt y Coalo Zamorano) | Ganador   |
| 2006 | Premios AMCL           | DVD del año                                     | Como un niño                                           | Nominado  |
| 2007 | Premios AMCL           | Composición del año                             | «El sonido del silencio»                               | Nominado  |
| 2007 | Premios AMCL           | Intervención musical del año                    | «Razones pa' vivir» (con Jesús Adrián Romero)          | Nominado  |
| 2007 | Premios AMCL           | Intervención musical del año                    | «Sueño de morir» (con Lilly Goodman)                   | Nominado  |
| 2007 | Premios AMCL           | Álbum pop/contemporáneo del año                 | Acústico: El sonido del silencio                       | Nominado  |
| 2007 | Premios AMCL           | Álbum en vivo del año                           | Acústico: El sonido del silencio                       | Nominado  |
| 2007 | Premios AMCL           | DVD del año                                     | Acústico: El sonido del silencio                       | Nominado  |
| 2008 | Premios AMCL           | Artista del año                                 | Álex Campos                                            | Nominado  |
| 2008 | Premios AMCL           | Canción del año                                 | «Cuidaré de ti»                                        | Nominado  |
| 2008 | Premios AMCL           | Álbum del año                                   | Cuidaré de ti                                          | Nominado  |
| 2008 | Premios AMCL           | Video del año                                   | Como el color de la sangre                             | Nominado  |
| 2008 | Premios AMCL           | Video del año                                   | Dímelo (con Ulises Eyherabide)                         | Nominado  |
| 2008 | Premios AMCL           | Vocalista masculino del año                     | Álex Campos                                            | Ganador   |
| 2008 | Premios AMCL           | Artista juvenil del año                         | Álex Campos                                            | Nominado  |
| 2008 | Premios AMCL           | Composición del año                             | «Como el color de la sangre»                           | Nominado  |
| 2008 | Premios AMCL           | Canción juvenil del año                         | «Te quiero»                                            | Nominado  |
| 2008 | Premios AMCL           | Canción juvenil del año                         | «Dímelo» (con Ulises Eyherabide)                       | Nominado  |
| 2008 | Premios AMCL           | Calidad sonora de álbum del año                 | Cuidaré de ti                                          | Nominado  |
| 2008 | Premios AMCL           | Canción promocional del año                     | «Como el color de la sangre»                           | Nominado  |
| 2008 | Premios AMCL           | Canción pop/contemporána del año                | «Como el color de la sangre»                           | Nominado  |
| 2008 | Premios AMCL           | Intervención musical del año                    | «Dímelo» (con Ulises Eyherabide)                       | Nominado  |
| 2008 | Premios AMCL           | Canción en inglés por un artista latino del año | «Come on»                                              | Nominado  |
| 2008 | Premios AMCL           | Álbum pop/contemporáneo del año                 | Cuidaré de ti                                          | Nominado  |
| 2008 | Premios AMCL           | Álbum de cantautor del año                      | Cuidaré de ti                                          | Ganador   |
| 2008 | Premios AMCL           | Tour del año                                    | Tour 2008                                              | Nominado  |
| 2008 | Premios AMCL           | Página web de cantante del año                  | alexcampos.co                                          | Nominado  |
| 2009 | Premios AMCL           | Vocalista masculino del año                     | Álex Campos                                            | Nominado  |
| 2009 | Premios AMCL           | Álbum en vivo del año                           | Cuidaré de ti                                          | Nominado  |
| 2009 | Premios AMCL           | Álbum de cantautor del año                      | Te puedo sentir                                        | Ganador   |
| 2009 | Premios AMCL           | Tour del año                                    | Tour Cuidaré de ti/Te puedo sentir                     | Nominado  |
| 2009 | Premios AMCL           | Página web de cantante del año                  | alexcampos.co                                          | Nominado  |
| 2010 | Premios AMCL           | Artista del año                                 | Álex Campos                                            | Nominado  |
| 2010 | Premios AMCL           | Canción del año                                 | «Es el amor»                                           | Nominado  |
| 2010 | Premios AMCL           | Álbum del año                                   | Lenguaje de amor                                       | Nominado  |
| 2010 | Premios AMCL           | Video del año                                   | Lenguaje de amor                                       | Nominado  |
| 2010 | Premios AMCL           | Vocalista masculino del año                     | Álex Campos                                            | Ganador   |
| 2010 | Premios AMCL           | Calidad sonora de álbum del año                 | Lenguaje de amor                                       | Nominado  |
| 2010 | Premios AMCL           | Composición del año                             | «Es el amor»                                           | Nominado  |
| 2010 | Premios AMCL           | DVD del año                                     | Te puedo sentir                                        | Ganador   |
| 2010 | Premios AMCL           | Canción promocional del año                     | «Lenguaje de amor»                                     | Nominado  |
| 2010 | Premios AMCL           | Canción secundaria del año                      | «Tuyo soy»                                             | Nominado  |
| 2010 | Premios AMCL           | Portada de álbum del año                        | Lenguaje de amor                                       | Nominado  |
| 2010 | Premios AMCL           | Página web de cantante del año                  | alexcampos.co                                          | Nominado  |
| 2010 | Premios AMCL           | Producción integral infantil                    | «Mil palabritas»                                       | Ganador   |
| 2011 | Premios AMCL           | Artista del año                                 | Álex Campos                                            | Nominado  |
| 2011 | Premios AMCL           | Videoclip del año                               | «Es el amor»                                           | Nominado  |
| 2011 | Premios AMCL           | Vocalista masculino del año                     | Álex Campos                                            | Nominado  |
| 2011 | Premios AMCL           | Tour del año                                    | Tour Lenguaje de amor                                  | Nominado  |
| 2012 | Premios AMCL           | Artista del año                                 | Álex Campos                                            | Nominado  |
| 2012 | Premios AMCL           | Canción del año                                 | «Regreso a ti» (con Sara Borráez)                      | Nominado  |
| 2012 | Premios AMCL           | Álbum del año                                   | Regreso a ti                                           | Nominado  |
| 2012 | Premios AMCL           | Álbum del año                                   | Hillsong Global Project - Español                      | Nominado* |
| 2012 | Premios AMCL           | Videoclip del año                               | No tiene prisa                                         | Nominado  |
| 2012 | Premios AMCL           | Vocalista masculino del año                     | Álex Campos                                            | Nominado  |
| 2012 | Premios AMCL           | Calidad sonora de álbum del año                 | Regreso a ti                                           | Nominado  |
| 2012 | Premios AMCL           | Tour del año                                    | Tour Lenguaje de amor (2012)                           | Nominado  |
| 2012 | Premios AMCL           | Canción promocional del año                     | «No tiene prisa»                                       | Nominado  |
| 2012 | Premios AMCL           | Página web de artista del año                   | alexcampos.com.co                                      | Nominado  |
| 2013 | Premios AMCL           | Videoclip del año                               | Bajo el sol                                            | Nominado  |
| 2013 | Premios AMCL           | Videoclip del año                               | Suave voz (con Jesús Adrián Romero)                    | Nominado  |
| 2013 | Premios AMCL           | Tour del año                                    | Regreso a ti tour 2013                                 | Ganador   |
| 2013 | Premios AMCL           | Compositor del año                              | Álex Campos                                            | Nominado  |
| 2013 | Premios AMCL           | Composición del año                             | «Bajo el sol»                                          | Nominado  |
| 2013 | Premios AMCL           | Intervención musical del año                    | «Así es tu amor» (con David Scarpeta)                  | Nominado  |
| 2013 | Premios AMCL           | Canción tradicional del año                     | «Suave voz» (con Jesús Adrián Romero)                  | Ganador   |
| 2013 | Premios AMCL           | Evento musical del año                          | Tour Regreso a ti                                      | Ganador   |
| 2013 | Premios AMCL           | Página web artista del año                      | alexcampos.com.co                                      | Nominado  |

## Giras
- Tour Te Puedo Sentir
- Tour Lenguaje de Amor
- Tour Regreso a Ti
- Tour Derroche de Amor
- Tour Momentos
- Tour Soy Soldado
- Renovado Tour
- Al Taller del Maestro Tour

## Otros trabajos

### Doblaje
Al igual que Marcos Witt, Álex Campos no es un actor de doblaje pero prestó su voz en la serie de televisión Angels Wars.

### Libros
Su videolibro "Del llanto a la sonrisa" fue una producción realizada para dar a conocer mucho más sobre su vida. En él se encuentran confesiones, entrevistas, etc.  Su segundo libro titulado "Poemas de Dios" fue lanzado en abril de 2014. El autor explica -según él-  como es la adoración genuina de todos los días en un cristiano que verdaderamente ama a Dios.